# Przedsiębiorstwo Usług Kolejowych Kolprem
Przedsiębiorstwo Usług Kolejowych Kolprem – polski przewoźnik kolejowy.
Spółka świadczy usługi kolejowe dla koncernu metalurgicznego ArcelorMittal oraz dla firm w obrębie bocznic kolejowych: Huty Katowice, Huty Sendzimira, Huty Cedler i Huty Florian oraz od 2013 r. także Koksowni w Zdzieszowicach, należącej do ArcelorMittal Poland. Spółka jest licencjonowanym przewoźnikiem kolejowym rzeczy wykonującym przewozy po liniach kolejowych PKP PLK. W 2017 r. spółka rozpoczęła samodzielnie również przewozy w Czechach.

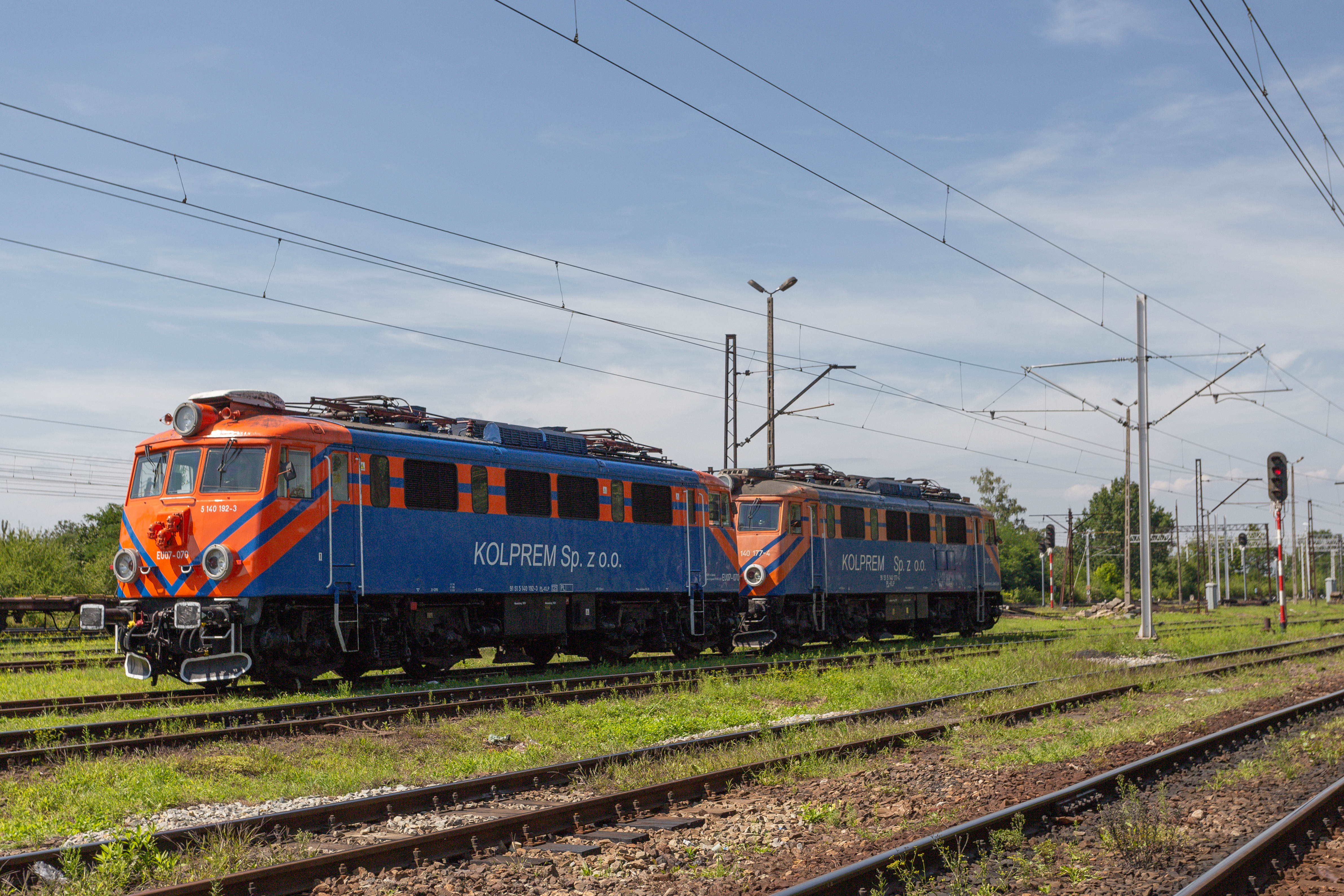
EU07-070 i EU07-012 w firmowym malowaniu Kolpremu

Przedsiębiorstwo posiada tabor kolejowy składający się z lokomotyw: SM42, TEM2, S200, M62, M62M, ET21, EU07, 183, BR232, E186 i 111Ed. Do spółki należy ponadto około 1000 wagonów towarowych różnych typów.